# Sleipner
För andra betydelser, se Sleipner (olika betydelser).

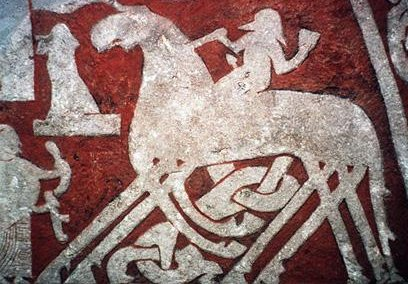
En ryttare rider in i Valhall på Sleipner. Till vänster skymtar en valkyria som tar emot med dryckeshorn. Detalj från Tjängvidestenen, funnen på Gotland.

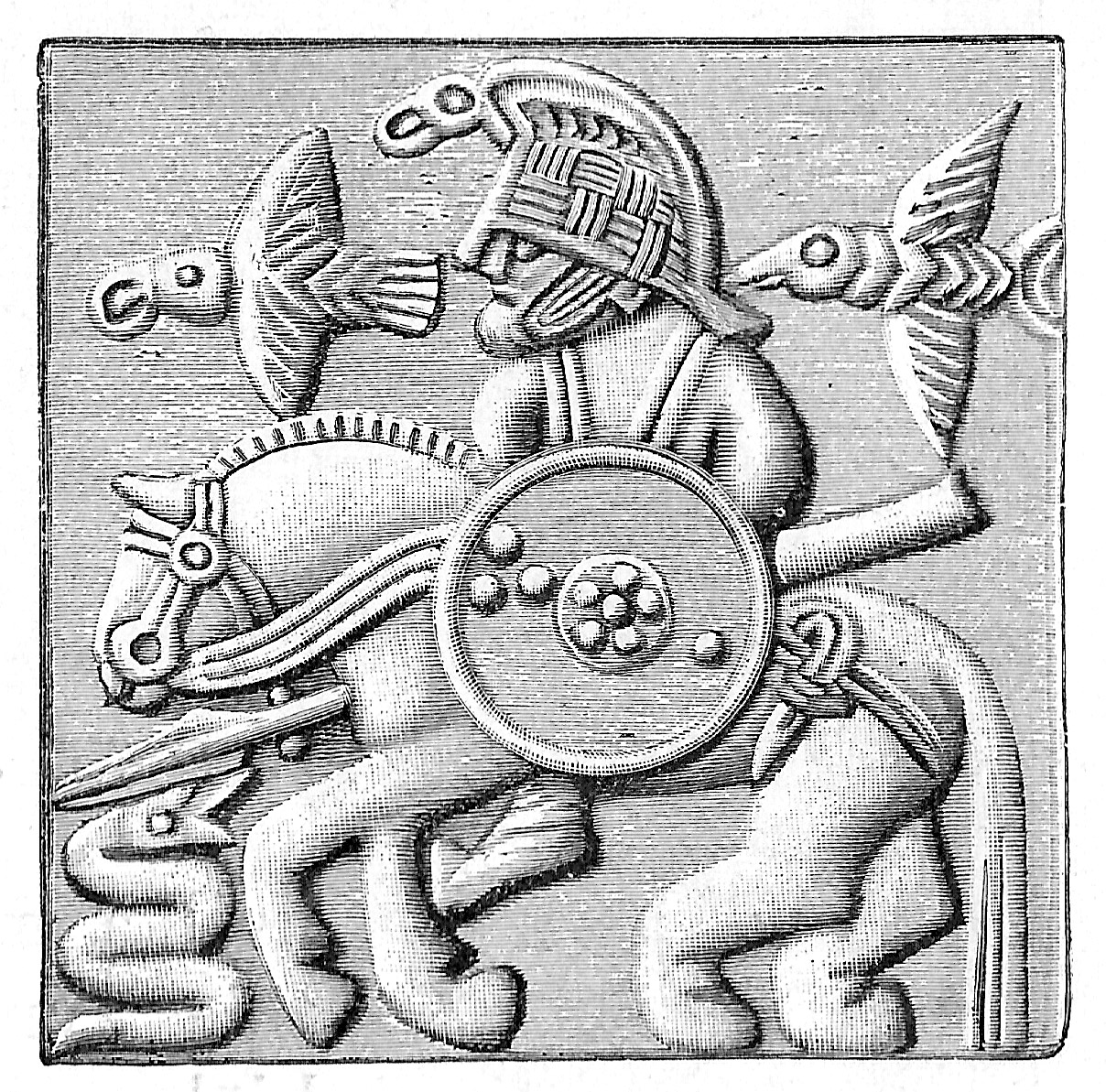
Del av hjälm, tunn, pressad bronsplåt från vendeltiden. Funnen i Vendel. Figuren har tolkats som Oden på Sleipner beväpnad med spjutet Gungner samt korparna Hugin och Munin.

Sleipner, tidigare även Slepne (fornnordiska: Sleipnir), är i nordisk mytologi Odens grå, starka, åttafotade häst. Sleipner kan galoppera snabbare än någon annan häst, till och med snabbare än vinden. Han kan färdas fram på marken, i luften och till havs. Han är mycket älskad av sin ägare Oden och bär enligt sägnerna krigare som stupat i krig till Odens borg, Valhall. Enligt sierskan i Sigdrivamål (Sigrdrífumál) har Oden ristat runor på Sleipners tänder.

## Etymologin
Fornnordiska Sleipner bygger på adjektivet sleipr som betyder ”hal, glatt” och återfinns i regional svenska som slep (Uppländska: sleper, Västgötska: sleipr), besläktat med slipprig samt slipa, den senare i sin ursprungliga betydelse att släpa något glidandes. Namnet torde därav ungefär betyda ”den framglidande” (moderniserad form: ”*sleipnare”) vilket kan anknyta till dess åtta ben som kan tänkas ge en slätare ritt, alltså ungefär den ”den slätt ridande”.
En annan idé kan vara något analogt till hans fader Svadelfare som bygger på ”svad” (fornnordiska: svað), här ungefär betydande svår terräng, särskilt slät hal greppfattig klippyta, alltså, ”han som företar färd över svad (greppfattig hal terräng)”. Åtta ben ger högre grepp.
Sleipner är i moderna svenskan främst ett lån från fornvästnordiska: Sleipnir och behåller nominativändelse och ija-stam från fornnordiskan. En alternativ form bildad av språkelement som de utvecklats i svenska är Slepne vilken var vanlig i litteratur under 1800-talet och används analogt på nynorska: Sleipne.

## Sleipner i mytologin
Sleipners far Svadelfare är en enorm, svart hingst som tillhör en jätte. Denna jätte erbjuder sig att bygga en fästning som skydd runt Asgård, de nordiska gudarnas hem. Om han lyckas bygga fästningen på en säsong vill han ha solen, månen och gudinnan Freja som sin hustru. Gudarna tror aldrig att han ska klara av det och går med på hans krav. Men Svadilfare är stark och med hans hjälp ser det ut som om jätten ska lyckas. Gudarna blir oroliga och skickar den sluge Loke för att få jätten att arbeta långsammare. Loke förvandlar sig till ett vackert, grått sto, lockar bort Svadilfare från sin herre och låter sig betäckas av hingsten. Loke föder snart det magiska fölet Sleipner. Jätten misslyckas med sin uppgift och Loke förvandlar sig åter till människa. Han ger senare Sleipner till Oden.
Sleipner är inte Lokes enda barn utan är även halvsyskon med Fenrisulven, Midgårdsormen och Hel. Under Ragnarök kommer Fenrisulven döda Sleipner genom att svälja både honom och Oden.
Jätten Hrungner slår vad med Oden om att han och hans häst rider snabbare än vad Oden och Sleipner gör. Hrungner förlorar vadet och dör senare i kampen mot Tor.
Efter Balders död rider Hermod och Sleipner ner i underjorden för att återge honom livet. 

## Sleipner i folktron

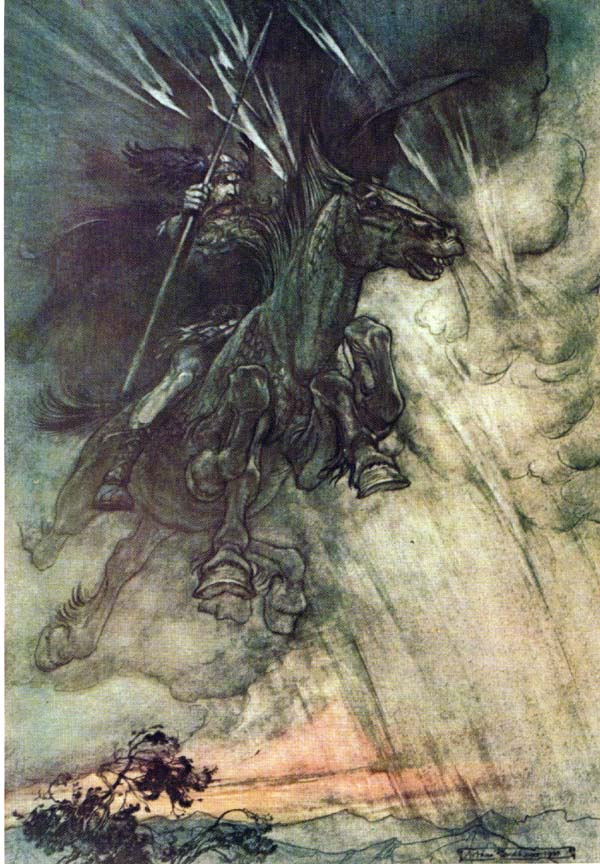
Oden rider Sleipner över himlen. Illustration av Arthur Rackham till Richard Wagners Rhenguldet.

Sleipners åtta ben har uppfattats som en metafor för snabbhet. Emellertid finns det förebilder hos de sibiriska shamanerna som sades ha hästar med åtta ben som kunde ta dem till både himlen och underjorden.
Det påstås att bönderna alltid lämnade sin sista kärve säd till Sleipner i hopp om att Oden skulle passera och inte skada dem. Denna tradition levde kvar regionalt i bland annat Värend och Blekinge.
I Västergötland intervjuade Västgöta-Bengtsson en bonde på 1900-talet som ännu kunde berätta sägner om Oden och hans häst Släppner.

## I konst
På några gotländska bildstenar finns en åttabent häst med en välrustad ryttare avbildad. Det antas att dessa bilder föreställer Sleipner.

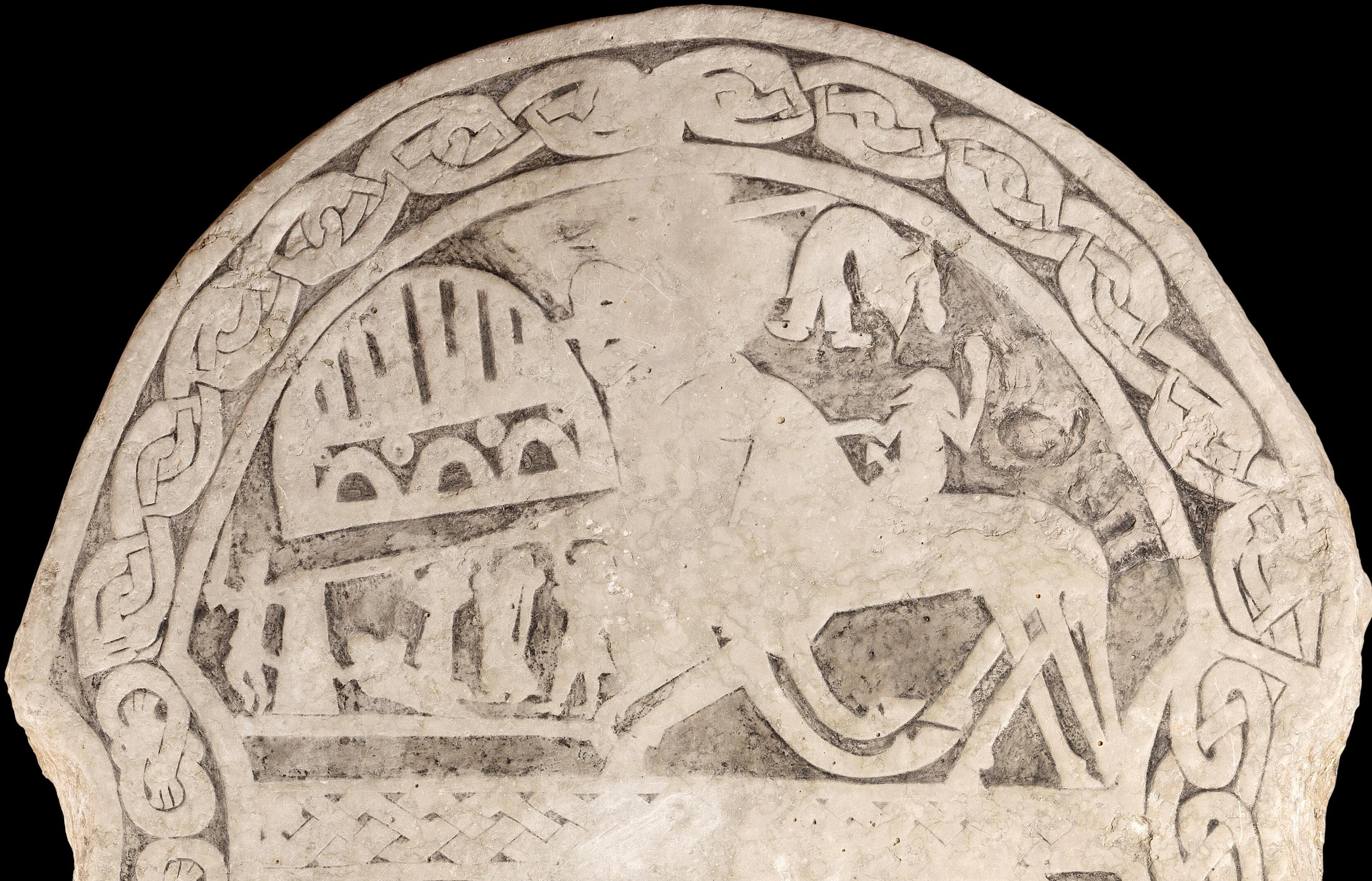
Sleipner och Oden på Volundstenen.
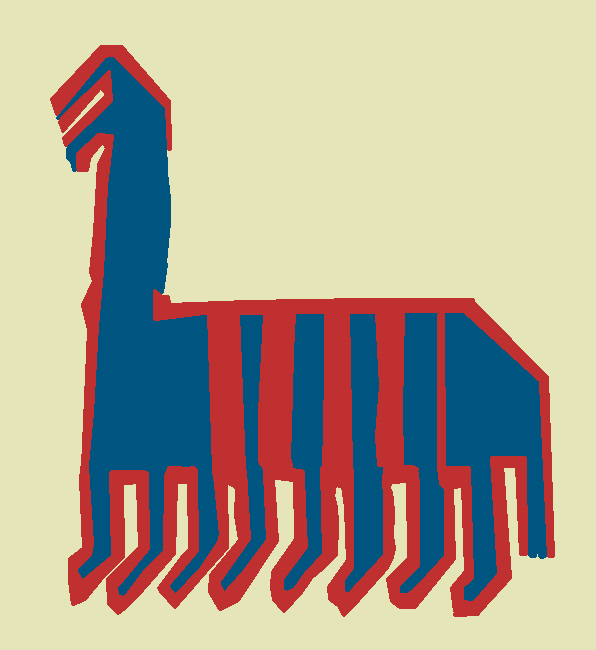
Sleipner på Överhogdalstapeten.